# Protocole no 14 à la Convention européenne des droits de l'homme
Lire en ligne

Texte sur le site officiel du Conseil de l'Europe

Le Protocole n° 14 à la Convention européenne des droits de l'homme est une réforme procédurale modifiant la convention et entrée en vigueur dans sa version définitive le 1er juin 2010.
Il réforme la Cour et tente de résoudre un certain nombre de problèmes. Auparavant, l'idée qui présidait était celle d'une sorte d'avantage que présentait la permanence d'un juge avec un nombre de mandats illimités pour obtenir une stabilité dans la jurisprudence. Le protocole 14 organise un système qui s'appuie sur un réseau différent : les juges sont désignés pour neuf ans non renouvelables pour permettre de suivre les évolutions et de désigner des experts juridiques.
En janvier 2010, un seul État maintenait la pression pour ne pas adopter ce protocole : la Russie. Elle a ratifié le Protocole en date 18 février 2010.
Un protocole 14 bis conditionnerait le principe d'obstruction.